# آنکازوئابو (ناحیه)
آنکازوئابو (به لاتین: Ankazoabo) یک منطقهٔ مسکونی در ماداگاسکار است که در آتسیمو-آندرفانا واقع شده‌است. آنکازوئابو ۸٬۸۳۴ کیلومتر مربع مساحت و ۶۷٬۳۳۷ نفر جمعیت دارد و ۳۹۹ متر بالاتر از سطح دریا واقع شده‌است.